# Kingiseppsky (huyện)
Huyện Kingiseppsky (tiếng Nga: Кингисеппский райо́н) là một huyện hành chính tự quản (raion), của Tỉnh Leningrad, Nga. Huyện có diện tích 2944 kilômét vuông, dân số thời điểm ngày 1 tháng 1 năm 2000 là 22300 người. Trung tâm của huyện đóng ở Kingisepp.